# E-6沖印處理
E-6沖印處理（E-6 Process，簡稱E-6）是用作沖印柯達Ektachrome、富士Fujichrome及其他彩色正片（反轉片、幻燈片）的一種沖印程序。
與一些其他彩色正片沖印程序（如柯達Kodachrome的K-14程序）會產生實在的透明不同，E-6程序可由專業人士以同樣器材來沖印黑白負片或C-41彩色負片。不過有別於黑白沖印，程序上對溫度要求絕對嚴謹；及在首次顯影時所用的溫和水浴要恆溫至100℉（約37.78℃），以及建議要作首次水洗步驟以保持沖印的寬容度。
相比起來，K-14程序及更舊的Kodachrome沖印程序比E-6更複雜，不合成本效率，且Kodachrome正片已於2009年全面停產，全球最後一家提供Kodachrome沖印，位於美國堪薩斯州Parsons市，家庭式經營的杜威恩攝影公司（Dwayne's Photo），於2010年12月30日起停止K-14沖印服務；其他的電影用Kodachrome及K-Lab沖印店早已停止此類服務。

## 外部連結
- 柯達E-6處理法沖印手冊Z-119（页面存档备份，存于）
- 柯達Q-Lab沖印手冊Z-6（页面存档备份，存于），比Z-119更詳盡的指南。